# Radio Carinzia
Radio Kärnten, o Radio Carinzia, è l'emittente radiofonica regionale della Carinzia gestita da ORF come parte della stazione Österreich 2 (Österreich-Regional).
Le trasmissioni di ORF Carinzia sono prodotte, gestite nello studio statale locale di Klagenfurt e dal lunedì al venerdì alle ore 18:30 locali trasmette dentro il programma "Servus Srecno Ciao" un breve spazio informativo denominato “Dreisprachige Nachrichten” (notiziario in tre lingue) con notizie in tedesco, sloveno e italiano di breve durata.
Il trasmettitore più potente collocato sul monte Dobratsch, è agevolmente sintonizzabile su 97,80 MHz nelle zone di confine limitrofe, ovvero l’area di Tarvisio (UD) e la Val Canale.
Una raccolta dei programmi più recenti è archiviata su: Servus Srecno Ciao. Il notiziario “Dreisprachige Nachrichten” si può ascoltare dal 30º minuto circa.